# Margaux Pinot

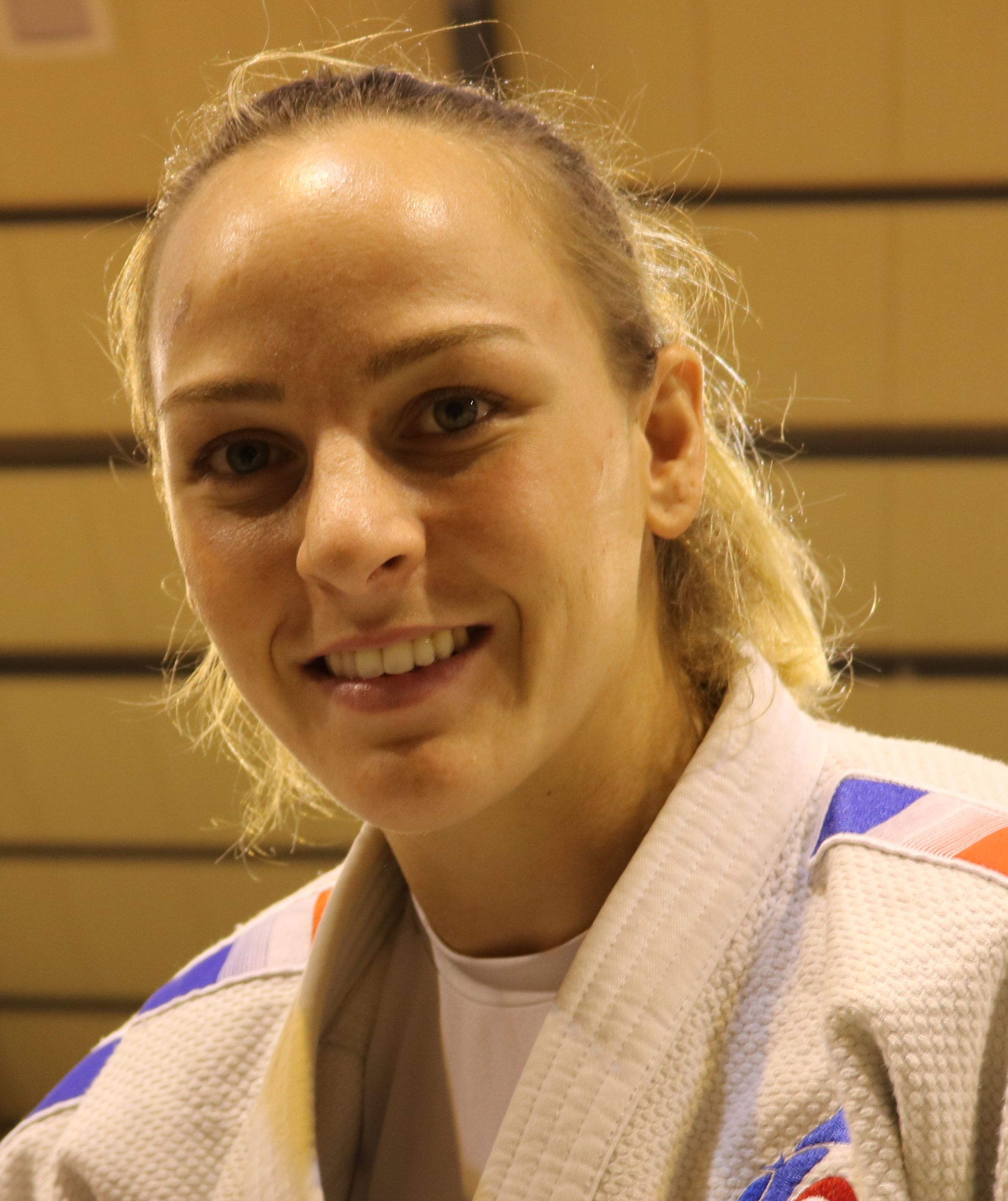
Margaux Pinot (2021)

Margaux Pinot (* 6. Januar 1994 in Besançon) ist eine französische Judoka. Sie gewann 2019 und 2020 den Europameistertitel im Mittelgewicht. 2024 wurde sie Weltmeisterin.

## Sportliche Karriere
Margaux Pinot war 2009 U17-Europameisterin in der Gewichtsklasse bis 57 Kilogramm. Von Ende 2009 bis 2012 trat sie in der Gewichtsklasse bis 63 Kilogramm an. 2010 war sie in dieser Gewichtsklasse Zweite der U17-Europameisterschaften, 2011 und 2012 gewann sie die U20-Europameisterschaften.
Von 2013 bis 2015 kämpfte Pinot im Mittelgewicht, der Gewichtsklasse bis 70 Kilogramm. 2013 war sie Dritte bei den U21-Weltmeisterschaften. 2014 gehörte sie zu der französischen Equipe, die bei den Weltmeisterschaften in Tscheljabinsk den Titel in der Mannschaftswertung gewann. 2015 gewann Pinot eine Bronzemedaille bei der Universiade in Gwangju. Ende 2015 siegte sie erstmals bei den französischen Meisterschaften.
2016 und 2017 trat die 1,69 m große Pinot im Halbmittelgewicht an, der Gewichtsklasse bis 63 Kilogramm. 2016 war sie französische Meisterin in dieser Gewichtsklasse. Bei den Europameisterschaften 2017 in Warschau bezwang sie im Viertelfinale Kathrin Unterwurzacher aus Österreich. Im Halbfinale kam sie kampflos weiter, weil ihre Landsfrau Clarisse Agbegnenou wegen Verletzung nicht antrat. Das Europameisterschaftsfinale verlor Pinot gegen die Slowenin Tina Trstenjak.
Ab 2018 trat Pinot wieder im Mittelgewicht an. Bei den Mittelmeerspielen 2018 in Tarragona unterlag sie im Halbfinale der Italienerin Carola Paissoni, mit einem Sieg über die Algerierin Souad Bellakehal erkämpfte Pinot eine Bronzemedaille. Im Oktober 2018 siegte sie beim Grand-Slam-Turnier in Abu Dhabi. Einen Monat später gewann sie ihren dritten französischen Meistertitel. Anfang 2019 erreichte sie das Finale beim Grand-Slam-Turnier in Paris, verlor dort aber gegen die Japanerin Yōko Ōno. Die Europameisterschaften 2019 wurden im Rahmen der Europaspiele 2019 in Minsk ausgetragen. Pinot bezwang im Halbfinale die Polin Daria Pogorzelec und im Finale die Niederländerin Sanne van Dijke. Zwei Tage nach ihrem Titelgewinn gewann sie mit der französischen Equipe Bronze im Mannschaftswettbewerb. Ende August 2019 bei den Weltmeisterschaften in Tokio bezwang sie im Viertelfinale Michaela Polleres aus Österreich, verlor aber im Halbfinale gegen die Portugiesin Barbara Timo. Im Kampf um eine Bronzemedaille setzte sie sich gegen die Schwedin Anna Bernholm durch. 2020 erreichte Pinot beim Grand Slam in Budapest das Finale und unterlag der Kroatin Barbara Matić. Bei den Europameisterschaften in Prag traf sie im Finale wie im Vorjahr auf Sanne van Dijke und wie im Vorjahr gewann Pinot den Titel. Auch im Finale der Europameisterschaften 2021 in Lissabon standen sich Sanne van Dijke und Margaux Pinot gegenüber, diesmal gewann die Niederländerin. Bei den Olympischen Spielen in Tokio unterlag Pinot im Achtelfinale der Griechin Elisavet Teltsidou. Im Mixed-Mannschaftswettbewerb gewann die französische Mannschaft durch einen Finalsieg über die Japaner die Goldmedaille. Pinot wurde nicht im Finale eingesetzt, sondern nur im Viertelfinale, gehörte damit aber zur Sieger-Equipe.
2022 bei den Europameisterschaften in Sofia unterlag sie im Viertelfinale ihrer Landsfrau Marie-Ève Gahié, erkämpfte aber mit zwei Siegen in der Hoffnungsrunde eine Bronzemedaille. 2022 und 2023 wurde Pinot jeweils Weltmeisterschaftszweite mit der Mannschaft. Bei den Weltmeisterschaften 2024 in Abu Dhabi trafen Pinot und Gahié im Finale aufeinander und Pinot gewann ihren ersten Weltmeistertitel.